# Riksdagen 1604
Riksdagen 1604 ägde rum i Norrköpings stad.
Ständerna sammanträdde februari 1604. 
Diskussion om översyn av lagar, som diskuterats vid riksdagen 1602, fortsatte även denna riksdag. En ny arvförening antogs, och med denna så blir hertig Karl Sveriges konung, Karl IX.
Vid riksdagen fattades beslut om att ingen främmande religion någonsin skulle tolereras i riket. Den som avföll från den lutherska läran skulle förlora sitt gods och förvisas ur landet, "på det han icke må hava tillfälle sitt gift att där utspy".
Riksdagen avslutades den 22 mars 1604.